# Saint-Étienne-au-Temple

Saint-Étienne-au-Temple este o comună în departamentul Marne, Franța. În 2009 avea o populație de 609 de locuitori.